# Go-Kōmyō
Go-Kōmyō (後光明天皇?, Go-Kōmyō-tennō; 20 aprile 1633 – 30 ottobre 1654) è stato il 110º imperatore del Giappone secondo il tradizionale ordine di successione.

## Biografia
Regnò dal 1643 sino al 1654. Il suo nome personale era Tsuguhito (紹仁?, Tsuguhito).
Si trattava del quarto figlio dell'imperatore Go-Mizunoo, sua madre era Fujiwara no Mitsuko. La precedente imperatrice, Meishō era sua sorellastra (aveva un'altra madre). Dalla sua compagna Niwata Hideko (庭田秀子) ebbe una figlia, Takako (孝子内親王).